# Адам Уорлок
Адам Уорлок (англ. Adam Warlock), первоначально был известен как Он (англ. Him) — персонаж комиксов издательства Marvel. Его первое появление состоялось в Fantastic Four #66 (Сентябрь, 1967) (в коконе) и #67 (Октябрь, 1967) (гуманоидная форма). Он был создан сценаристом Стэном Ли и художником Джеком Кирби.
Дебютировав в Серебряном веке комиксов, персонаж на протяжении четырёх десятилетий появлялся в комиксах, публикуемых Marvel. Наиболее известны его появления в Marvel Premiere и Strange Tales, а также он появлялся в пяти одноимённых томах и нескольких ограниченных сериях. Впоследствии Адам Уорлок появлялся и в других товарах Marvel, таких как анимационные сериалы и видеоигры.

## История публикаций
Персонаж дебютировал в Fantastic Four #66-67 (Сентябрь — Октябрь, 1967) в истории, написанной Стэном Ли и проиллюстрированной Джеком Кирби. После следующего появления «Его» в Thor #165-166 (Июнь — Июль 1969) сценарист, а затем и главный редактор Marvel Рой Томас и художник Гил Кейн значительно пересмотрели концепцию персонажа, превратив его в своего рода аллегорического мессию Адама Уорлока, который впервые появился в Marvel Premiere (Апрель, 1972).

## Биография

### Происхождение, метаморфоза и смерть
Адам — творение учёных из банды «Анклав». Уорлок был прототипом солдата, из которых они хотели создать армию для завоевания мира. Формируясь в коконе, Адам услышал планы своих хозяев и, восстав против них, улетел в космос после столкновения с Тором.
Там он повстречал Высшего Эволюционера — человека, который знал, как управлять всеобщим развитием, и создал мир под названием Контр-Земля. Эволюционер мечтал о планете, полностью лишённой зла, но Человек-Зверь перенёс тьму даже в его чистый мир. Новый знакомый дал Уорлоку Камень Души и тот сразился со злодеем. Однако Адам оказался не в силах искоренить зло на Контр-Земле, и поэтому он отправился защищать добро в другие места.
Во время своих космических странствий Уорлок столкнулся с Церковью Вселенской Истины, межгалактической религиозной организацией, которой управлял коррумпированный Магус. Уорлок сформировал союз с троллем Пипом, убийцей Гаморой, а также работодателем и приёмным отцом Гаморы, тираном Таносом, чтобы противостоять Магусу. В конце концов Адам узнал, что Магус — это будущее воплощение его самого, который будучи безумным путешествовал во времени и пространстве с помощью Камня Души. Танос помог Адаму проникнуть в сознание Магуса, а затем совершить путешествие в будущее и остановить себя прежде, чем манипуляции Посредника привели к рождению Магуса. Уорлок продолжил свои странствия, осознавая, что он видел собственную смерть, но не зная, когда она произойдёт.
Когда Незнакомец попытался украсть Камень Души Уорлока, тот обучился с другим пятью связанными камнями. Танос завладел всеми пятью камнями с целью уничтожить Солнце Земли. Когда Танос нанёс смертельный урон Пипу и Гаморе, Уорлок забрал их души с целью положить конец их страданиям. Затем Уорлок объединился с Мстителями, Капитаном Марвелом и Лунным Драконом, чтобы остановить Таноса. Во время битвы появилась младшая сущность Уорлока и забрала душу старшего Уорлока. Внутри Камня Души Адам воссоединился с Пипом и Гаморой в утопии, известной как Мир Душ. Он был временно освобождён, чтобы обратить Таноса в камень и спасти Землю.

### Возрождение

Современный Адам Уорлок на обложке Guardians of the Galaxy vol. 2 #7 (Октябрь, 2007). Художник — Майк Перкинс.

После своего воскрешения, Танос вновь собрал все Камни Бесконечности, объединив их в Перчатку Бесконечности. Когда Серебряный Сёрфер и Дракс Разрушитель сражались против Таноса, он заточил их в Камень Души. В Мире Душ Серебряный Сёрфер встретил Адама Уорлока и вновь просил его помощи в битве с Таносом. Уорлок согласился, а Пип и Гамора решили последовать за ним. Уорлок создаёт себе и своим друзьям новые тела, а затем возглавляет героев Земли, победив Таноса.
Уорлок получает Перчатку и становится самым могущественным существом во вселенной. Живой Трибунал, чьи силы превышают возможности Адама Уорлока, убеждает его, что Камни необходимо разделить друг от друга и предлагает Уорлоку отдать их тем, кого он сочтёт достойным. Уорлок оставляет себе Камень Души, а остальные разделяет между Пипом, Гаморой, Драксом, Лунным Драконом и Таносом, который был прощён. Он организовал группу Дозор Бесконечности, наблюдающую за её элементами — Камнями.
Недолгое владение Перчаткой Бесконечности заставило Адама стереть границу в своей душе между добром и злом, поскольку только существо абсолютной логики могло использовать мощь перчатки. Так на свет появились воплощения злых и добрых побуждений Адама. Злой частью стал Магус, а доброй — Богиня. Некоторое время они противостояли друг другу, сражаясь за влияние над вселенной. Чтобы остановить их, Адам обратился за помощью к Наблюдателям и другим супергероям, после чего заточил их в Камень Души.
Некоторое время спустя Камни Бесконечности были украдены Руне, вампиром из параллельной вселенной. Уорлок отправился на перехват Руне. Он вернул Камни и направился в родную вселенную.
Впоследствии Уорлок ещё несколько раз помог спасти вселенную, в том числе от угрозы от клонов Таноса, Сердца Вселенной и межпространственного голода.

### Аннигиляция: Завоевание
Лунный Дракон и Фила-Велл вернули Уорлока для битвы с «Фалангой». После того, как группа была разбита, Адам Уорлок присоединился к современному составу команды Стражи Галактики. Во время попытки исправить временную параллель он превратился в Магуса и погиб. Магус воссоздал и возглавил Церковь Вселенской Истины. Магус заключил союз с Лордом Мар-Веллом, однако впоследствии он был убит. Церковь Вселенской Истины вернула Магуса к жизни в виде ребёнка, однако тот был быстро пойман и помещён в тюрьму под надзором Аннигиляторов. Он попадает в кокон, чтобы снова возродиться.
Позднее Танос обнаруживает душу Адама Уорлока в хранилище смерти и материализует её в реальный мир, создав ему новое тело. Адам сопровождает Таноса в его странствиях. В ходе этого путешествия, Адам Уорлок был заменён другим Адамом Уорлоком из параллельной вселенной, который оказался гораздо сильнее.

## Силы и способности
Как «Он», персонаж обладает сверхчеловеческими способностями: сила, скорость, прочность, ловкость, способность манипулировать космической энергией для проецирования энергии, левитация и восстановление сил (например создание кокона для самосохранения и регенерации). Тем не менее, ему пришлось пожертвовать большинством этих сил, поскольку он преждевременно покинул кокон, чтобы защитить Высшего Эволюционера. В качестве компенсации тот дал ему Камень Души. Камень Души даёт Адаму способность забирать души врагов или вершить суд над ними, решая их дальнейшую судьбу. Помимо прочего, во время последнего пребывания в коконе, Адам стал «Квантовым магом», получив возможность использовать огромное количество мистической и космической энергии.

## Альтернативные версии

### Магус
Известны три инкарнации Магуса.
Первый Магус был злой версией настоящего Адама Уорлока, который путешествовал сквозь время и пространство, что в конечном итоге свело его с ума. Он основал религиозную империю под названием Церковь Вселенской Истины. Для достижения собственного существования он отправил Адама Уорлока на задания, выполнение которых позволило бы Адаму стать Магусом. С помощью Таноса Уорлок изменил своё будущее, что привело к исчезновению Магуса.
Когда Адам Уорлок завладел Перчаткой Бесконечности, он изгнал зло и добро из своей души, которые обрели телесные формы. Злая половина назвала себя Магусом, а её целью стало получение перчатки Бесконечности. Он был пойман Уорлоком в Камень Души. Тем не менее, Магус поглотил жизненную энергию других обитателей Мира Душ, вернув себе материальное тело. Он был побеждён Генис-Веллом. В ответ Магус ранил Лунного Дракона и сказал, что ей суждено стать его рабыней.
Уорлок вновь превратился в Магуса, когда пытался восстановить пространственно-временной континуум. Он работал на злого Лорда Мар-Велла и погиб на задании. Позднее он был возрождён Церковью Вселенской Истины в обличье ребёнка, однако был быстро схвачен и помещён под надзор Аннигиляторов.

### Богиня
Богиня является физическим воплощением доброй сущности Адама Уорлока, которая отделилась от него, когда тот был владельцем Перчатки Бесконечности. Она является главным антагонистом ограниченной серии Infinity Crusade, публиковавшейся в 1993 году. Она собирает несколько Космических Кубов и куёт их в Космическое Яйцо. Используя свои полномочия, Богиня воссоздала Контр-Землю, назвав её Раем Омега. Когда Уорлок и герои Земли узнали, что она хочет уничтожить всё, что несёт грех, они восстали против неё. В итоге она была заключена в Камень Души.

### Earth X
В ограниченной серии Earth X Мар-Велл является ребёнком, который вобрал в себя некоторые черты Адама Уорлока.

## Вне комиксов

### Телевидение
- Адам Уорлок появляется в мультсериале «Серебряный Сёрфер» в эпизоде «Вечная война», где его озвучил Оливер Беккер[38].
- Дэйв Боат озвучил Адама Уорлока в мультсериале «Супергеройский отряд»[39].
- В мультсериале «Мстители. Величайшие герои Земли» Адама Уорлока озвучил Кирк Торнтон[40]. Он появляется в качестве члена Стражей Галактики.
- Адам Уорлок появляется в 10 серии 2 сезона Стражей Галактики (2015-2016 гг). Возрождается из неизвестного кокона и от всплесков энергии очень быстро растёт и покидает Землю, чтобы другую часть своего пути преодолеть самому. По его воспоминанием Центурионы Новы являются важными для безопасности Адама: Уничтожать его злую силу и помогать если в злую сторону он не попадет. Но в конечном счете, Джейсону вместе со своей командой Черного Ордена (Орден Нова) всё-таки удалось превратить Адама Уорлока в Магуса, но Стражи Галактики побеждают его, Адам становится собой и превращается в кокон. Новая версия расы Грута хоронят его в надежде, что всё-таки попытаются возродить, но не так как это произошло.

### Кино
- Адам Уорлок появляется в качестве неговорящего камео в полнометражном мультфильме «Планета Халка»[41].

#### Киновселенная Marvel
- В фильме «Стражи Галактики. Часть 2» в одной из сцен после титров, Аиша, верховная жрица Суверена указывает на некое устройство, говоря, что это новый тип родовой капсулы, где содержится её дитя, новая ступень их эволюции, способная уничтожить Стражей Галактики. В конце она называет его Адамом.
- Адам Уорлок появился в фильме «Стражи Галактики. Часть 3», где его сыграл Уилл Поултер[42]. Он является могущественным существом, созданным расой суверенов с целью уничтожения Стражей Галактики. Был послан Высшим Эволюционером похитить Ракету и тяжело его ранил, но оказался раненным и сам. В поисках Стражей он и его мать Аиша ловят одного из Опустошителей, но Адам по ошибке вместо того, чтобы пытать пленника, убивает его, а позже привязывается к его питомцу — Блёрпу. С помощью сообщения Гаморы Адам и Аиша находят Стражей Галактики и летят за ними на Контр-Землю. После уничтожения Контр-Земли, в ходе которого погибла Аиша, Адам оказывается захвачен Гаморой и предпринимает неудачную попытку убийства Квилла. Когда взрывается корабль Высшего Эволюционера, Грут спасает его и с помощью Дракса объясняет, что каждый заслуживает второй шанс. Впоследствии Адам спасает жизнь Квилла и с неловкостью присоединяется к групповым объятиям. Адам вместе с Блёрпом становится членом новой команды Стражей Галактики под руководством Ракеты.

### Видеоигры
- Адам Уорлок появляется в концовке Джаггернаута из игры «Marvel Super Heroes».
- Адам Уорлок и Магус появляются в игре «Marvel Super Heroes: War of the Gems»[43].
- Адам Уорлок появляется в игре «Marvel Pinball».
- Появляется как неиграбельный персонаж в игре «Marvel Heroes».
- Появляется как играбельный персонаж в мобильной онлайн игре «Marvel Future Fight».
- Появляется как играбельный персонаж в мобильной онлайн игре «Marvel Strike Force».
- Появляется в игре «Marvel's Guardians of the Galaxy» в качестве персонажа второго плана. Его альтер эго Магус является одним из антагонистов игры.
- Является играбельным персонажем в «Lego Marvel Super Heroes 2».
- Является играбельным персонажем в "Marvel Puzzle Quest"
- Так же появляется как играбельный персонаж в мобильной онлайн игре "Marvel: Contest of Champions".
- Является играбельным персонажем в «Marvel Rivals».

## Коллекционные издания
- Marvel Masterworks Warlock (твёрдая обложка):
  - Volume 1 (включает Marvel Premiere #1-2, Warlock #1-8 и The Incredible Hulk #176-178), 273 страницы, Январь 2007, ISBN 0-7851-2411-X
  - Volume 2 (включает Strange Tales #178-181, Warlock #9-15, Marvel Team-Up #55, The Avengers Annual #7, Marvel Two-In-One Annual #2), 320 страниц, Июнь 2009, ISBN 0-7851-3511-1
- Essential Warlock Volume 1 (включает Marvel Premiere #1-2, Warlock #1-15, The Incredible Hulk #176-178, Strange Tales #178 — 181, Marvel Team-Up #55, Avengers Annual #7, и Marvel Two-In-One Annual #2), 567 страниц, 2012, ISBN 0-7851-6331-X
- Infinity War (включает Infinity War limited series; Warlock and the Infinity Watch #7-10; Marvel Comics Presents #108-111), 400 страниц, Апрель 2006, ISBN 0-7851-2105-6
- Infinity Crusade:
  - Volume 1 (включает Infinity Crusade #1-3, Warlock Chronicles #1-3, Warlock and the Infinity Watch #18-19), 248 страниц, Декабрь 2008, ISBN 0-7851-3127-2
  - Volume 2 (включает Infinity Crusade #4-6, Warlock Chronicles #4-5, Warlock and the Infinity Watch #20-22), 248 страниц, Февраль 2009, ISBN 0-7851-3128-0
- Thor: Blood and Thunder (включает Thor #468-471, Silver Surfer #86-88, Warlock Chronicles #6-8, Warlock and the Infinity Watch #23-25), 336 страницы, Июль 2011, ISBN 978-0-7851-5094-7